# União Racionalista
A União Racionalista, em francês Union rationaliste, é uma associação francesa sem fins lucrativos, regida pela lei de 1901.
Fundada em 1930 pelo médico Henri Roger e o físico Paul Langevin, ela promove o secularismo do Estado, a crítica racional e combate as explicações sobrenaturais.  
Desde sua criação, ela acolhe entre seus membros cientistas renomados, professores do Collège de France  e da Academia de Ciências da França, assim como laureados do Prêmio Nobel e escritores famosos. 
A União Racionalista divulga suas ideias por intermediário de uma emissão semanal em uma rádio da rede nacional, France Culture, por duas revistas, Les Cahiers rationalistes e Raison Présente e por uma editora Les Editions rationalistes.
Nos primeiros anos de sua fundação, o comitê honorário chegou a incluir Albert Einstein, Paul Émile Appell, Émile Borel, Jacques Hadamard, Jean-Maurice Lahy, Henri Piéron, Charles Richet, Paul Rivet, François Simiand e Georges Urbain. 

## Presidentes da União Racionalista
- 1930-1938 : Henri Roger
- 1938-1946 : Paul Langevin
- 1946-1955 : Frédéric Joliot-Curie
- 1955 : Prosper Alfaric
- 1955-1960 : Albert Châtelet
- 1960-1968 : Charles Sadron
- 1968-1970 : Ernest Kahane
- 1970-2001 : Evry Schatzman
- 2001-2004 : Jean-Pierre Kahane
- 2004-2012 : Hélène Langevin-Joliot
- 2012-2017 : Édouard Brézin
- 2017-2019 : Yves Bréchet
- A partir de 2019 : Antoine Triller